# Homonopsis
Homonopsis là một chi bướm đêm thuộc phân họ Tortricinae của họ Tortricidae.

## Các loài
- Homonopsis foederatana (Kennel, 1901)
- Homonopsis illotana (Kennel, 1901)
- Homonopsis multilata Wang Li & Wang, 2003
- Homonopsis rubens Kuznetsov, 1976